# Casey Calvert
Casey Calvert (Baltimore, Maryland, 17 de març de 1990) és el nom artístic d'una actriu pornogràfica nord-americana que inicià la seva carrera en la indústria del cinema pornogràfic l'any 2012, amb 22 anys.

## Premis
| Any  | Guardó | Categoria                           | Treball                        |
| ---- | ------ | ----------------------------------- | ------------------------------ |
| 2014 | AVN    | Best All-Girl Group Sex Scene       | Babysit My Ass 2               |
| 2014 | AVN    | Best Boy/Girl Sex Scene             | Dark Perversions 2             |
| 2014 | AVN    | Best Girl/Girl Sex Scene            | Teach Me 3                     |
| 2014 | AVN    | Best New Starlet                    |                                |
| 2014 | AVN    | Best Solo Sex Scene                 | Bound by Desire: Leap of Faith |
| 2014 | AVN    | Most Outrageous Sex Scene           | Babysit My Ass 2               |
| 2014 | AVN    | Most Outrageous Sex Scene           | Homecoming                     |
| 2014 | XBIZ   | Best Scene / Feature Movie          | Homecoming                     |
| 2014 | XRCO   | New Starlet                         |                                |
| 2015 | AVN    | Best Girl/Girl Sex Scene            | Dirty Panties 2                |
| 2015 | AVN    | Best Group Sex Scene                | Nymphos                        |
| 2015 | AVN    | Best POV Sex Scene                  | POV Pervert 17                 |
| 2015 | AVN    | Best Three-Way Sex Scene—G/G/B      | Anal Inferno 3                 |
| 2015 | XBIZ   | Best Actress—Couples-Themed Release | Proud Parents                  |
| 2015 | XBIZ   | Best Scene / Feature Release        | James Deen's 7 Sins            |
| 2015 | XRCO   | Unsung Siren                        |                                |